# Североморск
Североморск (рус. Североморск) град је на крајњем северозападу европског дела Руске Федерације. Налази се на крајњем северу Мурманске области и административно припада њеном Североморскомокругу чији је уједно и административни центар. У граду се налази једна од најважнијих база руске Северне флоте, а сам град, баш као и цео округ, има статус затвореног војничког града.
Званичан статус града има од 1951. године. Према проценама националне статистичке службе за 2017. у граду је живело 51.209 становника и самим тим Североморск је шести по величини град смештен унутар арктичког поларног круга.

## Географија
Град Североморск налази се на крајњем северозападу Кољског полуострва, односно лежи на источној обали Кољског залива на неких 25 km североисточно од административног центра Мурманске области града Мурманска. Са Мурманском је повезан магистралним друмом и пругом.
Град се налази унутар арктичког поларног круга, на подручју под пермафростом. Кроз град протиче река Вајенга која се на том подручју улива у истоимени фјорд.
Захваљујући утицајима топле морске струје која протиче северном обалом Мурмана клима је с обзиром на географску ширину доста блага, са умерено хладним зимама и прохладним летима. Просечне јануарске температуре ваздуха крећу се око −8 °C док је јулси просек око +12 °C. Просечна годишња сума падавина је око 800 милиметара по метру квадратном.

## Историја
Прво насеље на месту савременог града основано је током 1896. године и било је то малено село чији становници су се бавили ловом, риболовом и сточарством. Према статистичким подацима из 1917. у насељу које је тада носило име Вајенга (рус. Ваенга), по истоименој реци и фјорду у који се уливала, живело је свега 13 становника. До нешто интензивнијег развоја села долази након што је 1926. државна компанија задужена за шумарство у Вајенги отворила своју канцеларију, саграђене су и бројне бараке за раднике, а насеље је повезано телефонском линијом са Мурманском.
Године 1933. Вајеншки фјорд је изабран као један од локалитета за базу нофоформиране Северне флоте. У насељу су убрзо подигнуте бројне грађевине за смештај војника, складиште оружја, а у оближњем заливу и мањи војни аеродром. Након Другог светског рата Вајенга је проглашена главном базом Северне флоте, а целокупан главни штаб флоте званично је пресељен у овај град из Пољарног 1. септембра 1947. године. Исте године у граду је отворена и прва средња школа, а број становника повећао се на 3.884 човека.
Дана 18. априла 1951. године тадашња радничка варошица Вајенга добија ново име и нови административни статус и постаје град Североморск. Указом Председника Русије од 26. новембра 1996. град Североморск као једна од најважнијих и највећих војно-поморских база у земљи преобразован је у затворену административно-територијалну организацију са статусом засебног градског округа ком су прикључена и оближња насељена места − ЗАТО Североморск.

## Становништво
Према подацима са пописа становништва 2010. у граду је живело 50.060 становника, док је према проценама националне статистичке службе за 2017. град имао 51.209 становника.
| 1917. | 1959.  | 1970.  | 1979.  | 1989.  | 2002.  | 2010.  | 2017.  |
| ----- | ------ | ------ | ------ | ------ | ------ | ------ | ------ |
| 13    | 28.116 | 40.919 | 50.090 | 62.120 | 55.102 | 50.060 | 51.209 |

По броју становника град Североморск се почетком 2017. налазио на 322. месту од 1.112 званичних градова Русије.

## Споменик „Североморском морнару”
Једна од најупечатљивијих гардских знаменитости је споменик „Североморским херојима, чуварима Запољарја” (рус. Памятник Героям-Североморцам, защитникам Заполярья), познат једноставно и само као „Морнар” (рус. Матрос), који се налази у централном делу Приморског трга. Споменик представља фигуру морнара са аутоматском пушком високог 17 m који стоји на пијадесталу високом 10 m који представља подморницу која израња из мора. На бочним странама постамента налазе се барељефи са представа везаним за Велики отаџбински рат.
Споменик је званично откривен 10. јуна 1973. године, фигура морнара изливена је у државном заводу за споменике у Лењинграду, а аутори споменика су совјетски академски вајари Георгији и Јуриј Нерода.